# London Classical Players
London Classical Players, abreviada como LCP, fue una orquesta británica especializada en música clásica que estuvo activa entre 1978 y 1997. Seguía prácticas de versión históricamente informada e interpretaciones historicistas orquestales con instrumentos musicales de época.

## Historia
La orquesta fue fundada en 1978 por el director de orquesta británico Roger Norrington. Desde 1978 hasta 1992 el concertino de los London Classical Players fue el violinista barroco John Holloway. La orquesta realizó diversas grabaciones para EMI Classics. Muchos de los intérpretes de la agrupación coincidieron con otros cuatro grandes conjuntos orquestales del HIP, Academy of Ancient Music, The English Concert, Orchestra of the Age of Enlightenment y English Baroque Soloists.
Entre sus famosas series de conciertos se encuentran The Beethoven Experience en 1987 y The Berlioz Experience en 1988. En 1996 la agrupación fue invitada a inaugurar el Festival de Primavera de Praga en el tradicional concierto de apertura del festival de Má vlast de Bedřich Smetana, una decisión controvertida en su momento.
En 1997 la LCP se disolvió formalmente y su trabajo fue absorbido por la Orchestra of the Age of Enlightenment.

## Discografía selecta
- Beethoven: The Nine Symphonies (Virgin Classics 5619432; reedición).
- Beethoven: The Five Piano Concertos (Virgin Classics 5622422; reedición).
- Berlioz: Symphonie fantastique, Overture Les Francs-juges (Virgin Classics 3632862; reedición).
- Brahms: Ein Deutsches Requiem (Virgin Veritas 5616052; reedición).
- Bruckner: Sinfonía n.º 3 (Virgin Veritas 4820912; reedición).
- Händel: Música acuática, Música para los reales fuegos de artificio (Virgin Veritas; reedición).
- Haydn: Sinfonías n.º 99 & 100 (EMI Classics).
- Haydn: Sinfonías n.º 101 & 102 (EMI Classics).
- Haydn: Sinfonías n.º 103 & 104 (EMI Classics).
- Mendelssohn: Sinfonías n.º 3 & 4 (Virgin Veritas 3499832; reedición).
- Mozart: Sinfonías n.º 38 & 41 (Virgin Veritas 5620102; reedición).
- Mozart: Die Zauberflöte (Virgin Veritas 4820732).
- Mozart: Don Giovanni (Virgin Veritas 5622672; reedición con Die Zauberflöte).
- Mozart: Conciertos para piano n.º 20, 23, 24, 25 (Virgin Veritas 5623432; reedición).
- Mozart: Requiem; Masonic Funeral Music; "Ave verum corpus" (Virgin Veritas 5615202).
- Purcell: The Fairy Queen (Virgin Veritas 5619552).
- Rossini: Overtures (EMI Classics).
- Schubert: Sinfonías n.º 4, 5, 6 & 8 (Virgin Veritas 5622272; reedición).
- Schumann: Sinfonías n.º 3 & 4 (Virgin Veritas 3499832; reedición).
- Smetana: Má vlast (Virgin Veritas 5453012).
- Wagner: Preludes Rienzi, Die Meistersinger von Nürnberg & Parsifal; Prelude & Liebestod Tristan und Isolde; Prelude Act III Lohengrin, Siegfried-Idyll (Virgin Veritas 4820912; reedición).
- Weber: Sinfonías n.º 1 & 2, Konzertstück (EMI Classics).